# Hazeus
A Hazeus a csontos halak (Osteichthyes) főosztályának a sugarasúszójú halak (Actinopterygii) osztályába, ezen belül a sügéralakúak (Perciformes) rendjébe, a gébfélék (Gobiidae) családjába és a Gobiinae alcsaládjába tartozó nem.

## Rendszerezés
A nembe az alábbi 3 faj tartozik:
- Hazeus elati (Goren, 1984)
- Hazeus maculipinna (Randall & Goren, 1993)
- Hazeus otakii Jordan & Snyder, 1901 - típusfaj